# Uczta Baltazara (powieść)

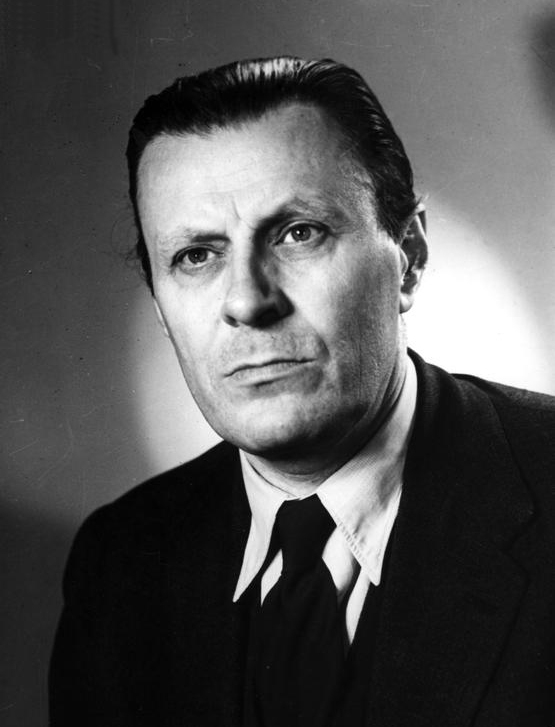
Tadeusz Breza (autor powieści)

Paolo Veronese (autor fikcyjnego obrazu Uczta Baltazara)

Uczta Baltazara – socrealistyczna powieść autorstwa Tadeusza Brezy, którą autor pisał od końca lat 40. XX wieku, a opublikował w odcinkach w Świecie w latach 1951−1952 i w całości w 1952.

## Treść
Głównym bohaterem utworu jest młody inteligent Andrzej Uriaszewicz (dziecko wyższych sfer mieszczańskich Warszawy), który przyjeżdża w połowie 1948 z Francji do zrujnowanej wojną stolicy. Poprosiły go o to ciotki. Na zlecenie dawnego właściciela zniszczonej fabryki, przemysłowca Lewarta (przyjaciela rodziny), zobowiązał się do odszukania i wywiezienia z Polski obrazu Lewartów Uczta Baltazara, którego autorem był Paolo Veronese. Jego pobudki były czysto materialne (zarobek w dolarach). Gdy okazało się, że skrytka na obraz jest pusta, Uriaszewicz rozpoczyna detektywistyczną przygodę pełną zwrotów akcji. Jest ona jednak tylko pretekstem do ukazywania różnorodnych środowisk społecznych, w których bohater musi się kolejno obracać. Są one bardzo zróżnicowane w swoim stosunku do nowej, komunistycznej rzeczywistości historycznej. Kolejne spotkania i rozmowy doprowadziły do ideologicznej i psychologicznej przemiany Uriaszewicza, która zaowocowała postanowieniem pozostania w kraju i włączenia się w nurt przemian, poprzez udział w odbudowie zniszczonego portu. Razem z nim rezygnuje z nielegalnego wyjazdu jego dziewczyna.
Ostatecznie obraz ulega zniszczeniu oraz ginie wspólnik intrygi (zły duch Uriaszewicza). Okazuje się też, że rzekomy Veronese był falsyfikatem, nie mającym większej wartości rynkowej. Dobrzy ludzie ocaleli, a źli zginęli.
Autor nieustannie poddaje próbom wytrzymałość "pancerza" głównego bohatera, który oddziela go od współczesności. Zwłaszcza silnym wstrząsom poddaje go przy okazji spotkań z ludźmi odbudowującymi Warszawę, pracownikami wiejskiej szkoły w Jeżowej Woli oraz pasjonatami budującymi port morski w fikcyjnym Oliksnie. Uriaszewicz ciągle się waha, jest niezdecydowany, lękliwy, bierny, kilkakrotnie wycofuje się z, wydawałoby się, odnalezionego miejsca w nowej rzeczywistości.

## Krytyka
W stosunku do poprzednich dzieł autora, powieść stanowi rewolucję warsztatową: zniknęła barokowość językowa, aforystyka i glosarstwo. Breza stwierdził, że przemiany te zaszły przez wzgląd na nowego czytelnika, któremu światło powinno być rzucane wprost. Jan Bełkot, autor monografii twórczości Brezy, wskazał, że ostateczny bilans utworu jest jednak negatywny. Odintelektualizowanie stylu odebrało, jego zdaniem, najwartościowszy atut w twórczości autora. Włodzimierz Maciąg napisał, że pod naciskiem konieczności historycznych pisarz odrzuca klerkizm i jego sztukę aforystycznie skomentowanej obserwacji na rzecz malowniczej fabuły bez wieloznacznego komentarza oraz, że "Uczta Baltazara" nie może być traktowana jako wyznanie wiary złożone w imię nowego programu, nie ma ona w sobie nic z neofickiej iluminacji, jest to po prostu próba intelektualnego kompromisu, uzasadnionego wymaganiami historii. Tak więc socrealistyczna przygoda Brezy w Uczcie nie miała charakteru emocjonalnego, ale była wynikiem chłodnych kalkulacji.
W zamiarach autora książka miała być, jak to ujmował socrealizm, świadomym czynem artystycznym. Miała traktować o psychicznej resocjalizacji zagubionego inteligenta w młodym wieku (Uriaszewicz), który stopniowo się uświadamia, dojrzewa i już w pełni świadomie włącza w procesy historyczne. Celem powieści miało być, według Brezy, udzielenie pomocy ludziom takim, jak główny bohater w mnożeniu podobnych przemian. Zadeklarował on ukazywanie prawd o człowieku i przemianach historycznych, jakich jest on uczestnikiem.
W odróżnieniu od dość zignorowanego przez krytykę Nieba i ziemi, powieść spotkała się z dużym zainteresowaniem środowisk krytycznoliterackich, które chwaliły "nowego Brezę" głównie za nawrót do tematyki współczesnej i wątków społeczno-politycznych. Były to czasy stalinizmu, a zatem wskazywano z aprobatą zwłaszcza na zawartość dotyczącą walki klas oraz odbudowy powojennej kraju, przede wszystkim w aspekcie włączania się w ten proces przedwojennej inteligencji. Dla komunistycznych środowisk literackich utwór stanowił znakomite otwarcie nowego etapu w twórczości Brezy. Część z krytyków ulokowała powieść w nurcie tzw. rozrachunków inteligenckich, choć punktem odniesienia dla Brezy nie były czasy przedwojenne, a powojenne. Uriaszewicz nie kaja się zbyt intensywnie, co jest zupełnie odmienne od utworów tego kręgu.
Oprócz pochwał pojawiały się nieliczne głosy krytyczne. Zygmunt Lichniak i Zbigniew Żabicki wytknęli autorowi spłycenie psychologiczne postaci oraz odintelektualizowanie narracji. Lichniak napisał: Breza odintelektualizowany i odpsychologizowany to ktoś nowy, kto obraca się przeciwko Brezie, ktoś, kto zagraża Brezie. Sam twórca był świadom istniejących słabości książki, jednak usprawiedliwiał je wielkością czasów, z jakimi się mierzył. Jan Bełkot podkreślił w 1980 niekonsekwencje w prowadzeniu narracji.

## Nagrody i ekranizacje
Autor został za swoje dzieło uhonorowany nagrodą państwową. W 1949 Komisja do spraw Literatury Odcinkowej Ministerstwa Kultury i Sztuki ogłosiła konkurs zamknięty na powieść nadającą się do druku w odcinkach. Powieść uzyskała w nim najwyższe noty. W sprawozdaniu komisji napisano, że "Uczta Baltazara" zdaniem recenzentów może stać się przełomowym momentem w twórczości Brezy, będącego dziś jednym z czołowych pisarzy. Wydrukowano ją w Świecie w latach 1951−1952 (numery: 1−23 i 1−6).
Jerzy Zarzycki nakręcił w 1954 na jego podstawie film fabularny pod tym samym tytułem.